# Muzeum Miejskie im. Maksymiliana Chroboka w Rudzie Śląskiej
Muzeum Miejskie im. Maksymiliana Chroboka w Rudzie Śląskiej – muzeum obejmujące swoją działalnością Rudę Śląską w obecnych granicach i ościenne miejscowości. Muzeum znajduje się przy ulicy Wolności w dzielnicy Ruda.
W 1976 roku w Rudzie Śląskiej utworzono Miejską Izbę Regionalną, działającą przy Towarzystwie Przyjaciół Miasta Rudy Śląskiej. W roku 1983 placówka ta otrzymała status i nazwę Muzeum Społecznego. W 1984 nadano jej imię Maksymiliana Chroboka – jej współorganizatora i pierwszego dyrektora. W grudniu 1990 roku na mocy uchwały Rady Miejskiej Muzeum Społeczne im. Maksymiliana Chroboka przejęte zostało na własność gminy i przekształcono je w placówkę miejską.

## Wystawy stałe
- Czas to pieniądz. Historia cywilizacji i ekonomii na przykładzie Rudy Śląskiej[1][2]
- Z dziejów górnictwa w Rudzie Śląskiej
- Życie społeczne w Rudzie Śląskiej
- Wnętrze mieszkalne domu robotniczego na Górnym Śląsku
- Elementy kultury ludowej na Górnym Śląsku
- Powstania śląskie i plebiscyt
- Jan Stefan Dworak
- Galeria rudzkich twórców profesjonalnych
- Kochłowickie Grodzisko

## Wydawnictwa
1. Dzieje rodu hrabiów von Ballestrem na Górnym Śląsku w latach 1798–1945 – Rafał Kowalski (1998)
2. Z dziejów rodu Schaffgotschów – Irena Twardoch (1999)
3. Z dziejów rodu Schaffgotschów – Irena Twardoch (wersja niemiecka) (2001)
4. Święta Barbara na sztandarach rudzkich kopalń – zestaw kart w obwolucie (1999)
5. Rudzki Rocznik Muzealny 1999 (2000)
6. Rudzki Rocznik Muzealny 2000 (2001)
7. Rudzki Rocznik Muzealny 2001 (2002)
8. Rudzki Rocznik Muzealny 2002 (2003)
9. Antoni Sieroń – Jan Stefan Dworak (1999)
10. Jan Stefan Dworak – Jerzy Bruś (1999)
11. Chór Parafialny św. Cecylii w Rudzie Śląskiej Kochłowicach (2000)
12. Bastet – malarstwo Piotra Pilawy (zestaw kart pocztowych w obwolucie) (2003)
13. Powroty i spotkania. (katalog do wystawy) (2001)
14. Krzyże, figury i kapliczki przydrożne w Rudzie Śląskiej – I. A. Mateoszkowie (2003)
15. Przestrzeń miasta jako miejsce identyfikacji mieszkańców (2003, wydawnictwo pokonferencyjne)
16. Z dziejów rudzkiego sportu – Antoni Steuer (2004)
17. Kultura plebejska w mieście przemysłowym (2004, wydawnictwo pokonferencyjne)
18. Święta Barbara w pieśniach – Adolf Dygacz (2004)
19. Rudzki Rocznik Muzealny 2003 (2004)
20. W halembskim młynie Kłodnicka płynie (2004)
21. Moja Ruda (2002; dodruk 2005)
22. Czarne anioły, tajemnicze lwy, magiczny kamień... Podania Ludowe z Rudy Śląskiej
23. Sztuka Sakralna Rudy Śląskiej – wydawnictwo pokonferencyjne (2005)[3]
24. Kamienice Rudy Śląskiej – wydawnictwo pokonferencyjne (2006)[3]
25. Materiały do dziejów Rudy Śląskiej – wydawnictwo pokonferencyjne (2007)[3]
26. W cieniu mitu. Rzecz o Karolu Goduli – Izabela Kaczmarzyk (2007)[3]
27. Osoby godne przypomnienia (2007)[3]
28. Pieśni ks. Norberta Bonczyka – Bernard Szczech (2009)[3]
29. Przywilej lokacyjny Lubniowa – Bernard Szczech (2009)[3]
30. Księdza Józefa Szafranka zabiegi – Bernard Szczech (2009)[3]
31. Ks. Bujara – Bernard Szczech (2009)[3]
32. Z dziejów Kochłowic, Halemby, Bykowiny, Kłodnicy oraz Starej Kuźni – Bernard Szczech (2010)[3]
33. Dobrodziejka Joanna – Jan Lewandowski (2010)[3]
34. Karol Godula w 160. rocznicę śmierci – wydawnictwo pokonferencyjne (2012)[3]
35. Na placu, w sieni i piwnicy. Śląski świat graczek i bawidołków – Joanna Świtała- Mastalerz, Dorota Świtała-Trybek (2012)[3]
36. Kościół św. Józefa. Fundacja hr. Franciszka Ballestrema (2018)[3]
37. Historia KS 27 Orzegów – Krzysztof Gołąb, Jerzy Porada, Ernest Talaga (2018)[3]
38. Historia kościoła i parafii pw. św. Michała Archanioła w Rudzie Ślaskiej – Orzegowie – Krzysztof Gołąb (2018)[3]
39. Przewodnik historyczny po Rudzie Śląskiej (2019)[3]